# Kalinjur
Kalinjur è una suddivisione dell'India, classificata come town panchayat, di 16.918 abitanti, situata nel distretto di Vellore, nello stato federato del Tamil Nadu. In base al numero di abitanti la città rientra nella classe IV (da 10.000 a 19.999 persone).

## Geografia fisica
La città è situata a 12° 57' 50 N e 79° 07' 44 E.

## Società

### Evoluzione demografica
Al censimento del 2001 la popolazione di Kalinjur assommava a 16.918 persone, delle quali 8.385 maschi e 8.533 femmine. I bambini di età inferiore o uguale ai sei anni assommavano a 1.915, dei quali 976 maschi e 939 femmine. Infine, coloro che erano in grado di saper almeno leggere e scrivere erano 12.423, dei quali 6.683 maschi e 5.740 femmine.